# Martin Luther (diplomatico)
Martin Luther (Berlino, 16 dicembre 1895 – Berlino, 13 maggio 1945) è stato un diplomatico e politico tedesco.

## Biografia
Partecipò da volontario alla prima guerra mondiale, e nel dopoguerra aprì una ditta di traslochi. Nel 1933 aderì al Partito nazista, e iniziò a occuparsi di politica a livello locale.
Nel 1936 fu assunto da Joachim von Ribbentrop come responsabile delle dotazioni d'ufficio, e da questo modesto incarico riuscì in pochi anni a scalare le gerarchie fino ad essere messo a capo nel 1940 della divisione Europa dell'Est del ministero degli esteri, ruolo che svolse fino all'aprile 1943. Nel 1941 fu nominato sottosegretario agli esteri, e nel 1942 prese parte in rappresentanza del ministero degli esteri alla conferenza di Wannsee.
Nel 1943 iniziò a tramare contro Ribbentrop, con lo scopo di prenderne il posto; Karl Wolff, venuto anticipatamente in possesso di una lettera di accuse contro Ribbentrop indirizzata a Heinrich Himmler, informò lo stesso Ribbentrop del complotto, e Luther fu spedito nel campo di concentramento di Sachsenhausen. Liberato alla vigilia della caduta di Berlino in mani sovietiche, morì poco tempo dopo di attacco cardiaco.